# Melanostomias pollicifer
Melanostomias pollicifer är en fiskart som beskrevs av Nikolai V. Parin och Pokhil'skaya, 1978. Melanostomias pollicifer ingår i släktet Melanostomias och familjen Stomiidae. Inga underarter finns listade i Catalogue of Life.